# Jung Ji-so
Hyun Seung-min, dite Jung Ji-so ou Jung Ziso, est une actrice sud-coréenne, née le 17 septembre 1999 à Séoul.

## Filmographie

### Cinéma
- 2014 : Daughter : San jeune
- 2015 : Daeho : Seon-yi
- 2019 : Parasite : Park Da-hye

### Télévision
- 2012 : May Queen : Jang In-hwa jeune
- 2012 : It Was Love : Choi Sun-jung
- 2013 : Samsaengi : Seok Sam-saeng jeune
- 2013 : The Blade and Petal : Cho-hee
- 2013 : Empress Ki : Ki Seung-nyang jeune
- 2013 : Drama Special : Eun-soo (1 épisode)
- 2014 : My Spring Days : Kang Poo-reum
- 2015 : Hyde, Jekyll, Me : Jang Ha-na jeune
- 2015 : Splendid Politics : Eun-seol
- 2016 : W : Oh Yeon-joo jeune
- 2020 : Bangbeop : Baek So-jin
- 2021 : Imitation : Lee Ma-ha
- 2021 : Doom at your service : destin / divinité
- 2022-2023 : The Glory : Moon Dong-Eun Jeune